# Aframmi
Aframmi es un género con 2 especies  perteneciente a la familia  Apiaceae. Es originario de Angola.

## Taxonomía
El género fue descrito por Cecil Norman y publicado en Journal of Botany, British and Foreign 67(Suppl. 1): 199. 1929.  La especie tipo es: Aframmi angolense (C.Norman) C.Norman	

## Especies
- Aframmi angolense (C.Norman) C.Norman
- Aframmi longiradiatum (H.Wolff) Cannon